# 新华乡 (富川县)
新华乡，是中华人民共和国广西壮族自治区贺州市富川瑶族自治县下辖的一个乡镇级行政单位。

## 行政区划
新华乡下辖以下地区：
新华社区、东湾村、新华村、井湾村、盘坝村、莲山塘村、坪源村、路坪村、先锋村、路溪村和龙集村。

## 中国传统村落
2012年，虎马岭村被评为首批“中国传统村落”。